# Katharine Lee Bates
Katharine Lee Bates, född 12 augusti 1859, död 28 mars 1929, var en amerikansk poet. 
Hon är ihågkommen som författare av lyriken till America the Beautiful, en patriotisk hymn. Hon populariserade Tomtemor med sin dikt Goody Santa Claus on a Sleigh Ride (tomtemor på en slädtur) (1889).
Katharine Lee Bates föddes i Falmouth, Massachusetts som dotter till en pastor. Hon avlade examen vid Wellesley College år 1880 och var där i många år professor i engelsk litteratur. Hon studerade också historia och politik.
Bates bodde tillsammans med Katharine Coman som undervisade i historia och politisk ekonomi och grundade Wellesley College school Economics department. Paret levde tillsammans 25 år, tills Coman avled 1915. Under åren som följde dödsfallet skrev Bates poesisamlingen Yellow Clover: A Book of Remembrance, to Katharine Coman.
Katharine Lee Bates första utkast av Amerika the Beautiful skrevs under sommaren 1893 då hon undervisade i engelska på Colorado College i Colorado Springs, Colorado. Den första publiceringen var i The Congressional, en veckojournal för  Amerikas Independence Day (dagen för oberoende) år 1895. Den sista utökade versionen författade Bates 1913.
Hymnen har sjungits till många låtar men den som Ray Charles gjorde känd skrevs av Samuel A. Ward (1847–1903) för en annan sång, Materna (1882).

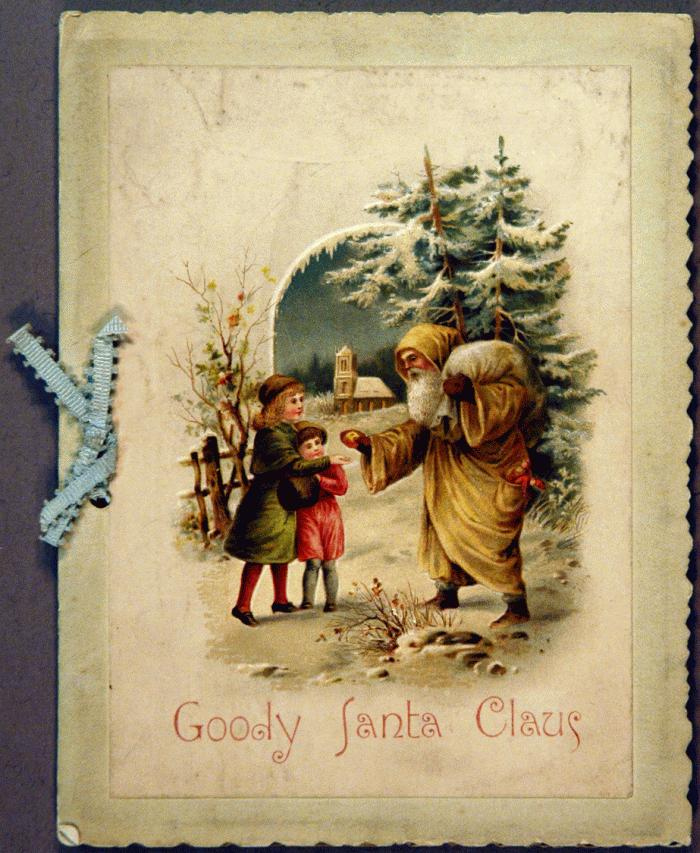
Omslag på en tidig utgåva av Goody Santa Claus

Katharine Lee Bates skrev flera volymer poesi, reseböcker och barnböcker. Hon gjorde Tomtemor populär för allmänheten med sin dikt Goody Santa Claus on a Sleigh Ride i samlingen Sunshine and other Verses for Children (1899).
Bates har två skolor uppkallade efter sig: Katharine Lee Bates Elementary School i Wellesley, Massachusetts och Katharine Lee Bates Elementary School i Colorado Springs, Colorado. Den senare grundades 1957. 
Katharine Lee Bates dog i Wellesley 28 mars 1929, då hon var 69 år. 